# Isthmian Football League Premier Division
L'Isthmian Football League Premier Division (également connue sous le nom de Ryman League Premier Division pour des raisons de parrainage) est un championnat anglais de non-league football classé au septième niveau du système pyramidal anglais et géré par l'Isthmian Football League. Créé en 1905 sous le nom d'Isthmian League, il fut renommé First Division en 1973 et Premier Division en 1977. Le championnat est actuellement au même niveau que les Northern Premier League Premier Division et Southern Football League Premier Division.
En fin de saison, le champion et le vainqueur des séries éliminatoires (deuxième à la cinquième place) sont promus en Conference South. Les 2 derniers clubs sont relégués en Isthmian Football League Division One North ou Isthmian Football League Division One South selon leur situation géographique.
Avant 2004, le champion était promu en Football Conference avec les champions de Northern Premier League Premier Division et Southern Football League Premier Division. De 1985 à 2004, le championnat était positionné au sixième niveau du système pyramidal avant de rétrograder d'un rang lors de la restructuration de la ligue en 2004.

## Palmarès
| Saison    | Champion                                          |
| --------- | ------------------------------------------------- |
| 1905-1906 | London Caledonians FC                             |
| 1906-1907 | Ilford FC                                         |
| 1907-1908 | London Caledonians FC                             |
| 1908-1909 | Bromley FC                                        |
| 1909-1910 | Bromley FC                                        |
| 1910-1911 | Clapton FC                                        |
| 1911-1912 | London Caledonians FC                             |
| 1912-1913 | London Caledonians FC                             |
| 1913-1914 | London Caledonians FC                             |
| 1914-1919 | Suspendu en raison de la Première Guerre mondiale |
| 1919      | Leytonstone FC                                    |
| 1919-1920 | Dulwich Hamlet FC                                 |
| 1920-1921 | Ilford FC                                         |
| 1921-1922 | Ilford FC                                         |
| 1922-1923 | Clapton FC                                        |
| 1923-1924 | St. Albans City FC                                |
| 1924-1925 | London Caledonians FC                             |
| 1925-1926 | Dulwich Hamlet FC                                 |
| 1926-1927 | St. Albans City FC                                |
| 1927-1928 | St. Albans City FC                                |
| 1928-1929 | Nunhead FC                                        |
| 1929-1930 | Nunhead FC                                        |
| 1930-1931 | Wimbledon FC                                      |
| 1931-1932 | Wimbledon FC                                      |
| 1932-1933 | Dulwich Hamlet FC                                 |
| 1933-1934 | Kingstonian FC                                    |
| 1934-1935 | Wimbledon FC                                      |
| 1935-1936 | Wimbledon FC                                      |
| 1936-1937 | Kingstonian FC                                    |
| 1937-1938 | Leytonstone FC                                    |
| 1938-1939 | Leytonstone FC                                    |
| 1939-1945 | Suspendu en raison de la Seconde Guerre mondiale  |
| 1945-1946 | Walthamstow Avenue FC                             |
| 1946-1947 | Leytonstone FC                                    |
| 1947-1948 | Leytonstone FC                                    |
| 1948-1949 | Dulwich Hamlet FC                                 |
| 1949-1950 | Leytonstone FC                                    |

| Saison    | Champion                     |
| --------- | ---------------------------- |
| 1950-1951 | Leytonstone FC               |
| 1951-1952 | Leytonstone FC               |
| 1952-1953 | Walthamstow Avenue FC        |
| 1953-1954 | Bromley FC                   |
| 1954-1955 | Walthamstow Avenue FC        |
| 1955-1956 | Wycombe Wanderers FC         |
| 1956-1957 | Wycombe Wanderers FC         |
| 1957-1958 | Tooting & Mitcham Unitedy FC |
| 1958-1959 | Wimbledon FC                 |
| 1959-1960 | Tooting & Mitcham United FC  |
| 1960-1961 | Bromley FC                   |
| 1961-1962 | Wimbledon FC                 |
| 1962-1963 | Wimbledon FC                 |
| 1963-1964 | Wimbledon FC                 |
| 1964-1965 | Hendon FC                    |
| 1965-1966 | Leytonstone FC               |
| 1966-1967 | Sutton United FC             |
| 1967-1968 | Enfield FC                   |
| 1968-1969 | Enfield FC                   |
| 1969-1970 | Enfield FC                   |
| 1970-1971 | Wycombe Wanderers FC         |
| 1971-1972 | Wycombe Wanderers FC         |
| 1972-1973 | Hendon FC                    |
| 1973-1974 | Wycombe Wanderers FC         |
| 1974-1975 | Wycombe Wanderers FC         |
| 1975-1976 | Enfield FC                   |
| 1976-1977 | Enfield FC                   |
| 1977-1978 | Enfield FC                   |
| 1978-1979 | Barking FC                   |
| 1979-1980 | Enfield FC                   |
| 1980-1981 | Slough Town FC               |
| 1981-1982 | Redbridge Forest FC          |
| 1982-1983 | Wycombe Wanderers FC         |
| 1983-1984 | Harrow Borough FC            |
| 1984-1985 | Sutton United FC             |
| 1985-1986 | Sutton United FC             |
| 1986-1987 | Wycombe Wanderers FC         |
| 1987-1988 | Yeovil Town FC               |
| 1988-1989 | Redbridge Forest FC          |
| 1989-1990 | Sutton United FC             |

| Saison    | Champion                      |
| --------- | ----------------------------- |
| 1990-1991 | Redbridge Forest FC           |
| 1991-1992 | Woking FC                     |
| 1992-1993 | Chesham United FC             |
| 1993-1994 | Stevenage Borough FC          |
| 1994-1995 | Enfield FC                    |
| 1995-1996 | Hayes FC                      |
| 1996-1997 | Yeovil Town FC                |
| 1997-1998 | Kingstonian FC                |
| 1998-1999 | Sutton United FC              |
| 1999-2000 | Dagenham & Redbridge FC       |
| 2000-2001 | Farnborough Town FC           |
| 2001-2002 | Gravesend & Northfleet FC     |
| 2002-2003 | Aldershot Town FC             |
| 2003-2004 | Canvey Island FC              |
| 2004-2005 | Yeading FC                    |
| 2005-2006 | Braintree Town FC             |
| 2006-2007 | Hampton & Richmond Borough FC |
| 2007-2008 | Chelmsford City FC            |
| 2008-2009 | Dover Athletic FC             |
| 2009-2010 | Dartford FC                   |
| 2010-2011 | Sutton United FC              |
| 2011-2012 | Billericay Town FC            |
| 2012-2013 | Whitehawk FC                  |
| 2013-2014 | Wealdstone FC                 |
| 2014-2015 | Maidstone United FC           |
| 2015-2016 | Hampton & Richmond Borough    |
| 2016-2017 | Havant & Waterlooville        |
| 2017-2018 | Billericay Town FC            |
| 2018-2019 | Dorking Wanderers FC          |
| 2019-2020 | Non attribué                  |
| 2020-2021 | Non attribué                  |
| 2021-2022 | Worthing FC                   |

Note :
1. ↑  L'édition 2019-2020 est abandonnée le 26 mars 2020 en raison de la pandémie de Covid-19. De ce fait, il n'y a aucune équipe championne, aucune promotion et aucune relégation. Au moment de l'arrêt, le Worthing FC est premier.
2. ↑  L'édition 2019-2020 est abandonnée le 24 février 2021 en raison de la pandémie de Covid-19. De ce fait, il n'y a aucune équipe championne, aucune promotion et aucune relégation. Au moment de l'arrêt, le Worthing FC est premier.